# Nietwerder
Nietwerder ist ein Ortsteil der Kreisstadt Neuruppin im Landkreis Ostprignitz-Ruppin in Brandenburg.

## Geografie
Das Angerdorf Nietwerder liegt ca. 3,5 Kilometer östlich der Kernstadt Neuruppin unweit des Ruppiner Sees und grenzt westlich an Gildenhall. Die Bundesstraße 167 führt nördlich am Ortsteil vorbei.

## Geschichte
Der wohl im 13. Jh. gegründete Ort wurde erstmals 1420 als „villa Nietwerde“ erwähnt. Nietwerder wird in historischen Urkunden auch Nietdtwer, Nietwirge, Nietwehrde und Nydtwerder genannt und gehörte zum Amt Alt Ruppin. Bis auf zwei kurfürstlichen Lehenshöfe, die 1566 der Familie Kriel gehörten und im Jahre 1661 zur Hälfte an General Albrecht Christoph von Quast zu Gartz veräußert wurde, der wiederum dem Kurfürsten im Jahre 1662 diesen Besitz für Erlöse (Ravenüen) aus Gartz verkaufte. Zu dieser Zeit gab es im Ort einen Lehnschulzen 11 Ganzbauern (Vollhüfner), 6 Ganzkossäten und 2 Halbkossäten, die 32 Hufen gutes Ackerland bewirtschafteten und es gab 2 freie (abgabenfreie) Pfarrhufen.
Die Nachwirkungen des Dreißigjährigen Krieges spürte man noch 1687, da 6 Höfe zerstört lagen.
In den Jahren 1734, 1750 und 1768 dezimierten Viehseuchen die Tierbestände.
Im Jahre 1798 hatte Nietwerder 30 Wohnstätten (Feuerstellen) und 195 Einwohner, unter diesen befanden sich 2 Hirten, 1 Schmidt, Leinweber und Schäfer, 3 Zimmerleute, 1 Büdner und 7 Einlieger. Das Dorf war zu dieser Zeit eine kirchliche Filiale des Kaplans von Alt Ruppin, vormals zur Reformation 1517 zu Wulkow gehörig.

### Die Dorfkirche
Die Dorfkirche wurde in den Jahren 1867/68 neu errichtet. Es handelt sich um einen neugotischen Backsteinbau von Friedrich August Stüler, einem Schüler Karl Friedrich Schinkels. Die aus hellgelben Ziegeln errichtete Saalkirche zeigt sich mit Westturm und einer eingezogenen, polygonalen Apsis an der östlichen Seite.
Der gesamte Bau ruht auf einem hohen Sockel aus Feldsteinmauerwerk aus dem Jahre 1420 (Ersterwähnung). Für den Neubau trug man im Jahre 1867 die barocke Vorgängerkirche ab. Im Jahre 1703 hatten Sturmböen den Kirchturm niedergerissen.
Die Dorfkirche wurde 2018 saniert und als Besonderheit dieser Kirche erstrahlt in der Apsis ein restaurierter Sternenhimmel. Die Kirche besitzt eine in der Region selten erhaltene Orgel von Albert Hollenbach aus dem Jahre 1899.

### Eingemeindungen
Am 6. Dezember 1993 wurden die Gemeinden Buskow, Gnewikow, Gühlen-Glienicke, Karwe, Krangen, Lichtenberg, Molchow, Nietwerder, Radensleben, Stöffin, Wulkow und Wuthenow sowie der Stadt Alt Ruppin in die Stadt Neuruppin eingemeindet. Seither ist Nietwerder ein Ortsteil der Stadt Neuruppin.

### Einwohnerentwicklung
| Jahr      | 1766 | 1785 | 1798 | 2017 |
| Einwohner | 179  | 162  | 195  | 310  |

### Historische Landwirtschaft
| Aussaat     | Weizen      | Roggen                | Gerste                | Hafer                 | Erbsen                | Wicken      | Hirse    | Kartoffeln            | Leinsamen   | Buchweizen |
| Menge       | 10 Scheffel | 21 Winspel 2 Scheffel | 8 Winspel 22 Scheffel | 8 Winspel 22 Scheffel | 1 Winspel 19 Scheffel | 12 Scheffel | 12 Metze | 5 Winspel 12 Scheffel | 23 Scheffel | 1 Wispel   |
| Tierbestand | Pferde      | Rinder                | Schweine              | Schafe                |                       |             |          |                       |             |            |
| Stück       | 63          | 169                   | 69                    | 307                   |                       |             |          |                       |             |            |

## Politik
Nietwerder besitzt einen Ortsbeirat.
- Ortsvorsteher Wolfram Händel
- Ortsbeiratsmitglieder Doreen Bree, Martin Krebs

## Sehenswürdigkeiten
- Die evangelische Dorfkirche

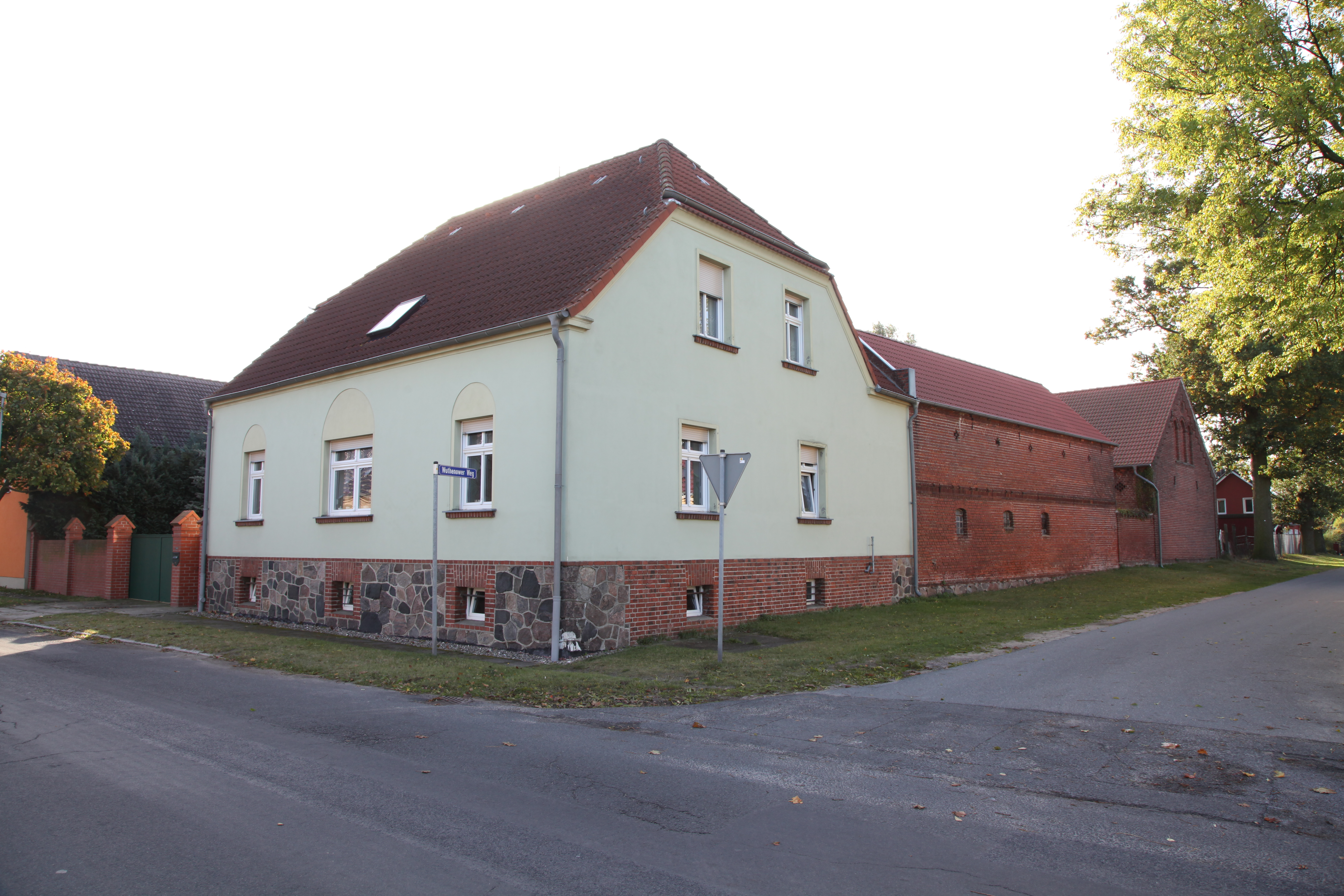
Nietwerder Vierseithof Dorfstraße 4

- Wohnhaus (Chausseehaus) mit Nebengebäude (Ausbau 10, Wulkower Chaussee)
- Stallspeicher und Stallscheune (Dorfstraße 4), ein Vierseithof, nicht von innen zu besichtigen